# Clasificación de las computadoras
Las computadoras pueden ser clasificadas de diversas maneras, pese a la inexistencia de una clasificación formal. Es un tema que se toca en varios libros. Se lista una recopilación de las clasificaciones a continuación.

## Por su capacidad y estructura física
Se clasifican las computadoras de acuerdo con su tamaño y capacidad.

### Computadora central o mainframe

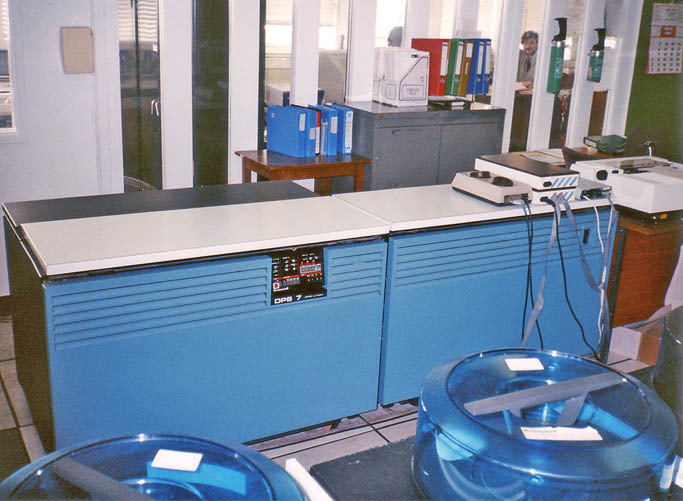
Una computadora central Honeywell-Bull DPS 7 de 1990.

Una computadora central o mainframe se caracteriza por ser una computadora grande, habitualmente era usada por empresas grandes con procesos centralizados. Estas computadoras tienen una gran capacidad de procesamiento y almacenamiento de información, y cuentan con múltiples terminales, y por eso, la persona que usa una, debido a su gran tamaño,  necesitan ser manipuladas por un equipo técnico altamente calificado. (Véase Computadora central).

### Minicomputadora
Se caracteriza por ser de menor tamaño que la computadora central. Su capacidad también es menor que la capacidad de una computadora central y usualmente son usadas por empresas medianas Al igual que son menos costosas.

### Computadora Personal
Las microcomputadoras son computadoras pequeñas en tamaño, también se les conoce con el nombre de computadoras personales o PC. Estas computadoras son usadas habitualmente en oficinas, en el hogar, o incluso a modo de entretenimiento.

HP Inc.